# مسجد بيت الإسلام
مسجد بيت الإسلام هو مسجد يقع في فوغان شمال تورونتو، يتبع للجماعة الأحمدية في  كندا. 
افتتح في أكتوبر 1992 في حضور ما يزعمون أنه خليفة المسيح الرابع، وكذلك أعضاء من نواب البرلمان.